# Gennadio (esarca d'Africa)
Gennadio (... – 598  o 600) è stato un politico e militare bizantino, esarca d'Africa dal 591 al 598 circa.

## Biografia
Nel 578 era già magister militum per Africam, ovvero comandante supremo delle truppe bizantine in Africa. In quello stesso anno, come attestato da Giovanni di Biclaro, Gennadio inflisse una grave sconfitta ai Mauri, uccidendo il loro re Garmul:
(Giovanni di Biclaro, Cronaca, anno 578.)
L'iscrizione CIL VIII, 2245 ne attesta le cariche di patricius e magister militum in Africa al tempo dell'imperatore Tiberio II Costantino (578-582); un'altra iscrizione (CIL VIII, 12035) attesta che mantenne la carica di patricius anche durante il regno del successore di Tiberio, l'imperatore Maurizio (582-602), ricevendo inoltre la dignità di console onorario. Durante il suo mandato difese con successo l'Africa dalle incursioni dei Mauri, che sembra si fossero rivoltati di nuovo nel 589, ricevendo per questi
motivi le congratulazioni di papa Gregorio I (591).
In un'epistola di papa Gregorio I datata al luglio 591 è definito, per la prima volta, exarchus Africae («esarca d'Africa»); l'esarca era una nuova carica creata dall'imperatore Maurizio ed fungeva da viceré con autorità sia civile sia militare, amministrando per conto dell'Impero i territori occidentali. Vi erano un esarca in Italia e uno in Africa, e Gennadio è il primo esarca d'Africa attestato dalle fonti, ma si ignora quando assunse la carica: il terminus ante quem della nomina a esarca è appunto luglio 591, data della lettera di papa Gregorio.
Durante il suo mandato, ricevette numerose lettere da papa Gregorio I, nei quali il pontefice lo esortava ad intervenire in questioni riguardanti la Sardegna e Corsica (all'epoca sotto la giurisdizione di Cartagine) come anche a perseguitare con vigore gli eretici donatisti e vigilare sulle irregolarità commesse dal concilio di vescovi numidiani. Nel 595 soppresse ancora una volta una rivolta dei Mauri. Si ritirò o perì tra il settembre/ottobre 598 e il luglio 600.